# Bristol and Avon Association Football League
La Bristol and Avon Association Football League è una lega calcistica inglese. Nel luglio 2011 la lega ha espanso il campionato a due divisioni, chiamate Premier Division e Division One, anche se poi è stato deciso di unificare i campionati. Si trova al livello 21 del sistema calcistico inglese, ed è uno dei campionati più bassi di livello del sistema inglese. La lega viene alimentata dalla Bristol and District League ed è affiliata alla Somerset County FA e alla Gloucestershire FA. La stagione 2013-2014 ha visto trionfare il Bristol Sports che ha ottenuto la promozione in Bristol and District League Division Three.

## Storia
La lega è stata fondata nel 1910 come Bristol Church of England Association Football League. Ed aveva tre divisioni, vinte rispettivamente dalle seguenti squadre: Simons, St Werburghs e St Marks che hanno vinto il titolo della stagione inaugurale. Tra i club che hanno aderito la lega in quei primi anni sono stati i Avonmouth St Andrews (ora conosciuti come Avonmouth) e Backwell United.

## Stagione 2014-2015
- AFC Hartcliffe riserve
- Bristol Revolution
- Broadwalk riserve
- De Veys riserve
- Dodington
- Iron Acton 'B'
- Little Stoke United
- Port of Bristol 'A'
- South West Spartans
- Wessex Wanderers 'A'
- Westerleigh Sports riserve

## Albo d'oro
| Stagione  | Premier Division      |
| --------- | --------------------- |
| 2003-2004 | C.T.K. Southside      |
| 2004-2005 | Patchway United 'A'   |
| 2005-2006 | Backwell United Colts |
| 2006-2007 | Broad Walk            |
| 2007-2008 | Eagle House Elite     |
| 2008-2009 | Broad Walk riserve    |
| 2009-2010 | De-Veys riserve       |
| 2010-2011 | FC Bristol            |
| 2011-2012 | AFC Hartcliffe        |
| 2012-2013 | Stapleton             |
| 2013-2014 | Bristol Sports        |